# شعب الكاناك

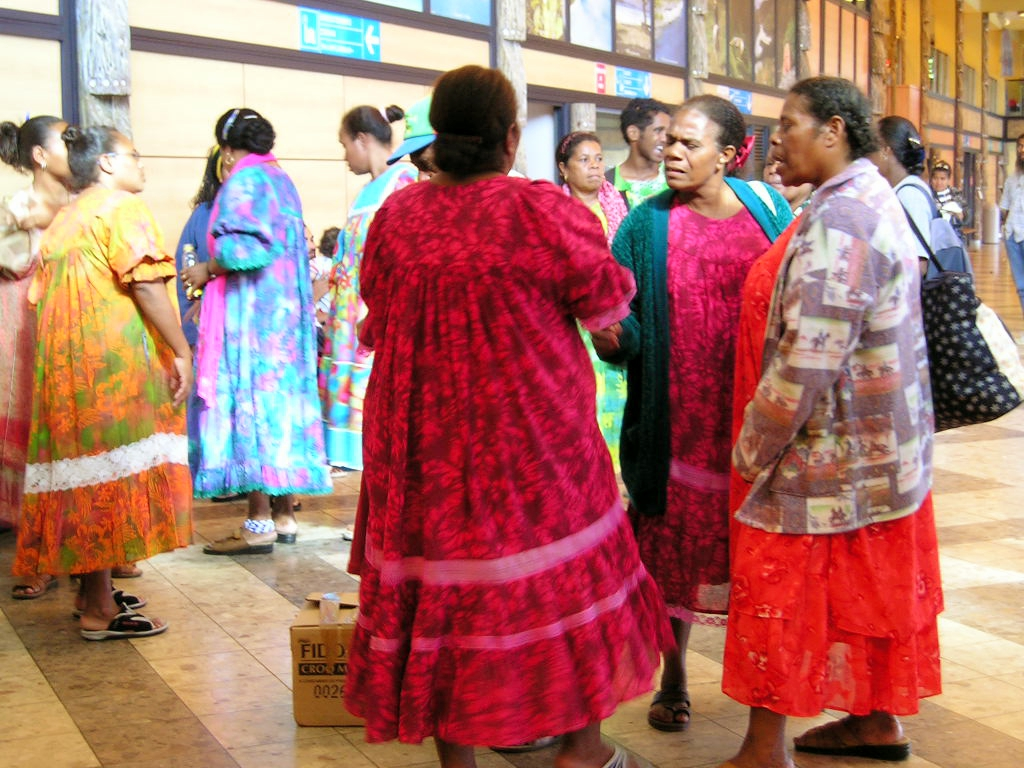

الكاناك (بالفرنسية: Kanak، كما كانت تُكتب في السابق: Canaque) هم السكان الأصليون الميلانيزيون لكاليدونيا الجديدة، وهي إقليم فرنسي فيما وراء البحار يقع في جنوب غرب المحيط الهادئ. بلغت نسبتهم من سكان كاليدونيا الجديدة في تعداد سنة 2009 نحو 40.3%، وهو ما يعادل 99,078 نسمة.
ليس من الواضح على وجه الدقة أصل شعب الكاناك، رغم أن ثمة ما يدل على استيطان الميلانيزيين في شبه جزيرة غران تير منذ زمن يرجع إلى عصور حضارة لابيتا. وقد بينت الأبحاث الإثنوغرافية أن البحارة البولينيزيين قد تزاوجوا مع الكاناك على مر القرون. ويطلق الكاناك على سكان كاليدونيا الجديدة من الأوروبيين اسم الكالدوش.
ضُمت كاليدونيا الجديدة إلى الإمبراطورية الفرنسية سنة 1853، وصارت إقليمًا من أقاليم ما وراء البحار الفرنسية سنة 1956. وقد باءت الثورة التي أشعلتها حركة استقلالية في سنة 1967 بالفشل، ثم تجددت الثورة في سنة 1984، سعيًا وراء الاستقلال التام من الحكم الفرنسي. وبعد توقيع اتفاق ماتينيون بين ممثلي فرنسا وكاليدونيا الجديدة للبت في إجراء استفتاء بشأن الاستقلال، طرح جان-ماري تجيباو ـ قائد حركة الاستقلال الكاناكي ـ اقتراحًا بتأسيس وكالة لتطوير الثقافة الكاناكية. وبعد اغتيال تجيباو في سنة 1989، أمر الرئيس الفرنسي فرانسوا ميتيران بإنشاء مركز ثقافي في العاصمة نوميا على غرار ما اقترحه تجيباو، وكان هذا المركز الثقافي آخر «المشاريع العظيمة» التي نفذها ميتيران، وقد أُسس مركز جان-ماري تجيباو الثقافي رسميًا في مايو 1998.

## وصلات خارجية
- شعب الكاناك على موقع الموسوعة البريطانية (الإنجليزية)
- شعب الكاناك على موقع ميوزك برينز (الإنجليزية)
- شعب الكاناك على موقع ديسكوغز (الإنجليزية)